# Caporal
Ne doit pas être confondu avec Corporal.
Pour les articles homonymes, voir Cpl.

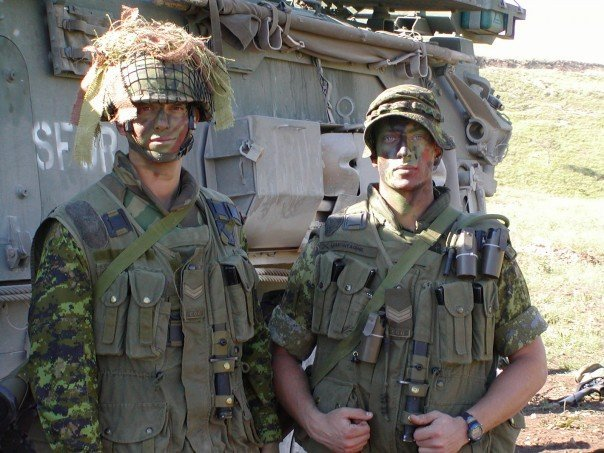
Deux caporaux de l'armée canadienne en Bosnie-Herzégovine.

Le caporal (du latin caput, tête, abrégé par Cpl) est un grade militaire utilisé dans les forces armées de même que dans d'autres institutions comme les pompiers ou la protection civile.
La catégorie des caporaux (caporal, caporal-chef, caporal-chef de première classe) est le plus haut grade de la catégorie des hommes du rang dans de nombreux pays.

## Belgique

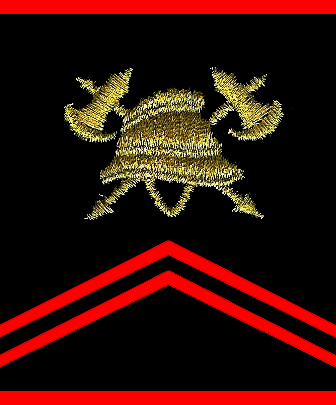
L'insigne du grade de caporal des sapeurs-pompiers belges.

### Forces armées
Le caporal est un grade repris dans les forces armées aériennes, médicales et terrestres belges (dans la composante marine ils sont équivalents au grade de quartier-maître). Dans les unités de cavalerie, d'artillerie et certaines unités de logistique, le titre équivalent est celui de Brigadier. Le caporal est le troisième grade de la catégorie des Volontaires, précédé par celui de Premier Soldat et suivi par celui de Caporal-chef (ou : Brigadier-chef).
L'insigne de grade de caporal belge consiste en deux chevrons blancs appointés vers le haut.

### Sapeurs-pompiers
Chez les pompiers belges, le grade de caporal revêt la même fonction que dans l'armée. Ce n'est donc pas un sous-officier mais bien un homme du rang.
L'insigne est représenté par deux chevrons rouges.
Le grade précédent est sapeur et le suivant est sergent (il n'existe pas de caporal-chef, etc.).

## Canada

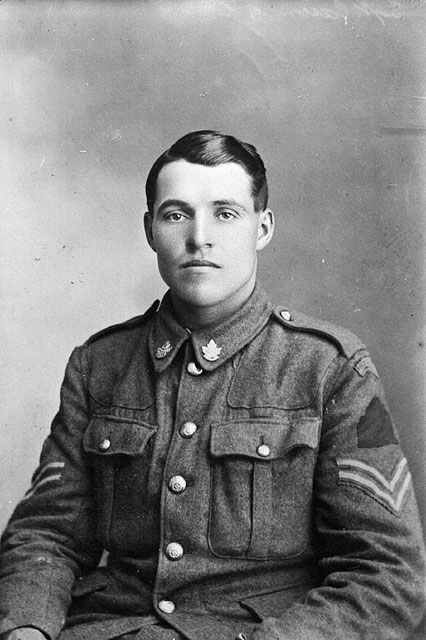
Le caporal Hugh Cairns.

Dans l'Armée canadienne et l'Aviation royale du Canada des Forces canadiennes, le caporal est le troisième grade des membres du rang après celui de soldat qualifié. Il est suivi par le grade de caporal-chef. Le caporal porte deux chevrons. Son équivalent dans la Marine royale canadienne est le grade de matelot de première classe.
De manière générale, le grade de caporal est obtenu après 4 années de service au sein des Forces canadiennes. Un caporal peut disposer d'une autorité limitée et les soldats sont tenus de lui obéir. Les caporaux représentent habituellement des militaires accomplis. Un caporal peut parfois occuper la position de commandant adjoint d'une section. Il peut seconder un sous-officier dans le commandement.
| Précédé par Soldat | Caporal | Suivi par Caporal-chef |

## France
Caporal est le premier grade militaire dans l'Armée de l'air, les armes à pied de l'Armée de terre, ainsi que dans les pompiers civils. Dans les armes à cheval le grade est dénommé : brigadier. L'insigne de grade porté est :. Le caporal surnommé cabo peut, après quelques années, passer caporal-chef.
Le terme est apparu au XVIe siècle, il désigne un homme du rang, le cap d'escouade qui commande une escouade, groupe variant entre une dizaine et une vingtaine d'hommes. Il est souvent l'adjoint du sergent et le remplace parfois. Sous le Premier Empire, le caporal est considéré comme un sous-officier, puis redevient en 1818 un homme de rang.
Le passage au grade de caporal exige l'obtention d'un des deux examens spécifiques : le CTE (Certificat technique élémentaire) ou le CME (Certificat militaire élémentaire). Ils représentent la base technique et militaire du caporal et le passage de GV (grenadier voltigeur) à chef d'équipe.
| France                      | Grades de l'Armée de terre |                                          |
| Précédé par Première classe | Caporal ou Brigadier       | Suivi par Caporal-chef ou Brigadier-chef |

| France                               | Grades de l'Armée de l'air |                        |
| Précédé par Aviateur première classe | Caporal                    | Suivi par Caporal-chef |

En décembre 2024 est créé un grade distinctif, pour les caporaux et caporaux-chefs de l'Armée de l'air, titulaires du brevet supérieur de technicien (BST). Ce grade ajoute une soutache dorée aux galons, ainsi que des brisques indiquant l'ancienneté de l'aviateur, de cinq années par marque.
| Grades de la Gendarmerie nationale française Brigadier |  |                          |
| Précédé par Première classe                            |  | Suivi par Brigadier-chef |

## Suisse

Insigne de caporal dans l'armée suisse.

Le grade de caporal (abrégé cpl) est le premier grade de sous-officier. Il est immédiatement supérieur à celui d'appointé-chef et inférieur à celui de sergent. Son insigne est un chevron doré ou un chevron noir sur la tenue de combat.
Avant 2004, ce grade était celui d'un chef de groupe et correspondait au grade actuel de sergent (dès 2004, les chefs de groupe avec le grade de caporal ont été promus au grade de sergent à l'issue de leur prochain « cours de répétition »). Si la dénomination du grade 'caporal' est ancienne, sa fonction actuelle est nouvelle depuis la réforme d'Armée XXI. Cependant, il a conservé l'ancienne fonction militaire au sein de la protection civile (PCi) où le grade de sergent est réservé aux chefs de groupe expérimentés.
Depuis 2004 (réforme « Armée XXI »), le grade de caporal est réservé exclusivement aux spécialistes techniques. Le caporal assume des fonctions dans le cadre desquelles il peut être fait appel à son savoir-faire professionnel et qui ne requièrent pas ou que peu de tâches de conduite. En conséquence, la formation des caporaux est plus courte que la formation des sous-officiers qui sont à la tête d’un groupe (les sergents) et qui reçoivent une instruction en conduite humaine en plus de leur instruction technique.
Depuis 2018 (réforme « DEVA »), le grade de caporal n'est plus attribué même s'il existe toujours formellement.

## Caporaux célèbres
- Le Petit Caporal, surnom de Napoléon Ier, obtenu en 1796 lors de la bataille du pont de Lodi[2].
- Le caporal Deveza, du 1er Régiment d'Infanterie (alors 1er Régiment de Ligne, à Waterloo), célèbre pour les combats de la ferme de Hougoumont.
- Le caporal Blutch : capable d'apprendre à son cheval à se coucher dès le premier coup de feu tiré, Blutch n'est autre qu'un des deux héros et aussi un déserteur acharné de la bande dessinée les Tuniques bleues.
- Le caporal Thibault, héros des sapeurs-pompiers de Paris, qui avec l'aide de deux Sapeurs ainsi qu'un gradé du nom de Bouvatier, a effectué onze sauvetages par l'extérieur au moyen de l'échelle à crochets lors de l'incendie d'un immeuble d'habitation de la Rue Saint-Antoine à Paris le 8 août 1868, sauvant ainsi dix personnes d'une mort certaine.
- Le caporal Maine, un survivant de la bataille de Camerone au Mexique, fait d'armes qui est devenu une fête sacrée de la Légion étrangère.
- En 2002, lors de l'opération Anaconda en Afghanistan, le caporal Robert Furlong, tireur d'élite du 3e Bataillon, Princess Patricia's Canadian Light Infantry des Forces canadiennes, abat par un tir de précision un ennemi à une distance de 2 430 mètres, battant le record précédent établi lors de la guerre du Viêt Nam. Ce record est battu en novembre 2009, alors que le tireur de précision britannique Craig Harrison abat un ennemi à 2 475 mètres.
- Jacques Fouroux, surnommé le Petit Caporal, joueur de rugby à XV qui fut capitaine puis entraîneur de l'équipe de France.
- Adolf Hitler, souvent vu comme caporal, obtint le grade de gefreiter en novembre 1914. Si le grade est traduit en anglais lance-corporal (code OTAN OR-3), il ne peut aucunement désigner un caporal (OR-4), mais bien un première classe (OR-2) en équivalent de l'Armée française[3].
- Le caporal Wojtek, un ours brun employé par l'armée polonaise lors de la Seconde guerre mondiale[4].

## Homonymie

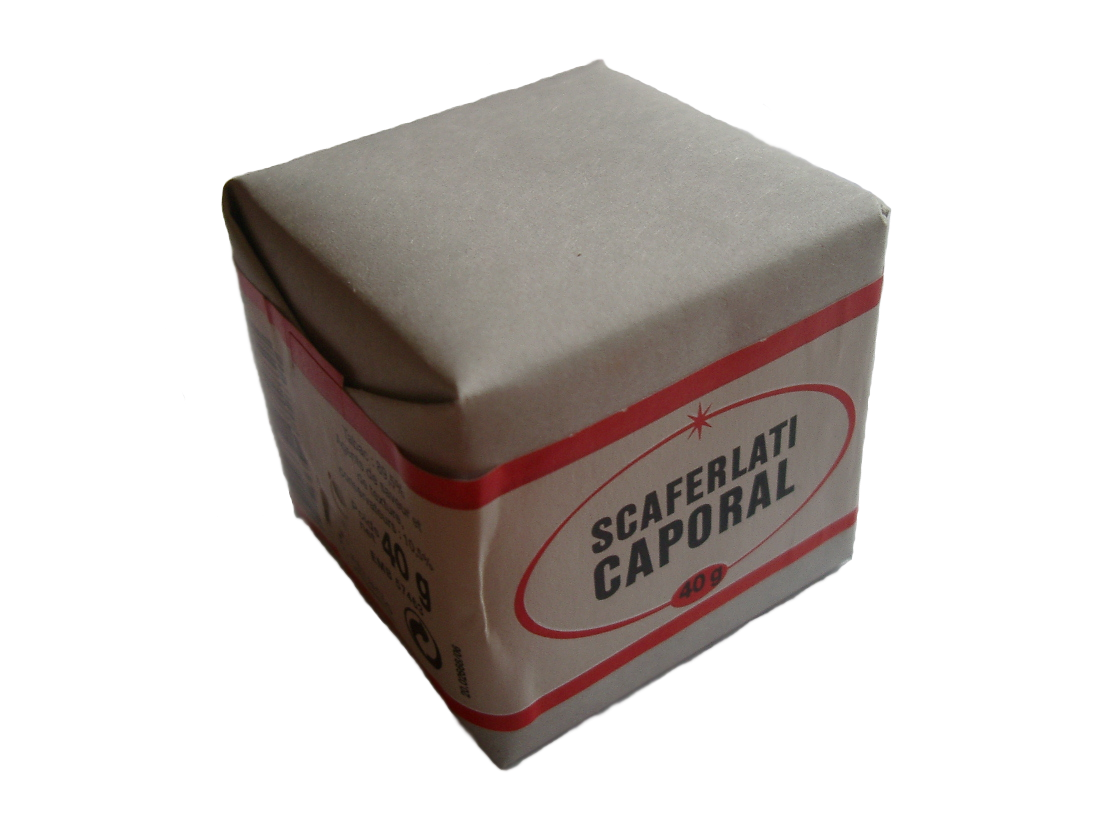
Tabac Scaferlati Caporal.

De « caporal » vient le terme « caporalisme » employé parfois pour définir des régimes politiques militaires.
En Italie, Caporalato est le mot idiomatique désignant l'intermédiation illégale entre les entreprises, et les personnes que la Walk Free Foundation définit comme les esclaves modernes (souvent des immigrés illégaux qui, ainsi que les petits producteurs sont l'un des maillons faibles de la chaîne de production/distribution).
Le tabac « caporal » était à l'origine le tabac distribué aux caporaux, de meilleure qualité que celui de la troupe. Il désigne actuellement du tabac brun.
En Corse, à la fin du Moyen Âge, un « caporal » était un notable influent élu par un village ou une région pour le défendre contre les féodaux, les brigands ou les fonctionnaires génois. Ce devint progressivement un titre quasi nobiliaire.

### Équivalents civils
- Contremaître
- Agent de maîtrise
- Porion